# 宜蘭東嶽廟
24°45′12″N 121°45′09″E / 24.753388°N 121.75243°E
宜蘭東嶽廟，是臺灣宜蘭市中心的東嶽廟，主祀東嶽大帝，興建於1878年，地址在宜蘭縣宜蘭市神農里中山路二段299號。

## 沿革
原「風雲雷雨壇」，後獨立建廟為東嶽廟。清咸豐七年（1857年）時任噶瑪蘭廳通判秋曰覲有意興建東嶽廟，但因其後調離現職而未能實現。至光緒四年（1878年）時宜蘭縣知縣馬桂芳召集地方仕紳林文章、鄭祥雲等人選址於舊城南門外募資籌建方能建成。初建第一代建築屬土角厝型別的木造平屋，全域涵蓋神殿及拜亭一座，由福州圕造軟體神像為鎮座主位，乃蘭陽平原宜蘭縣舊城縣民的信仰中心。
民國53年（1964年）廟宇建築為颱風侵擾毀損，士紳蘇耀南、林德水等發願籌資修建。民國73年（1984年）宜蘭東嶽廟組織管理委員會，將建築主體擴建為三層樓宮殿式建築，於民國76年（1987年）竣工。民國108年（2019年）在宜蘭市公所協助下，廟方籌設「東嶽文化博物館」，將廟內35尊神將及百年神轎陳列展示並立牌說明。

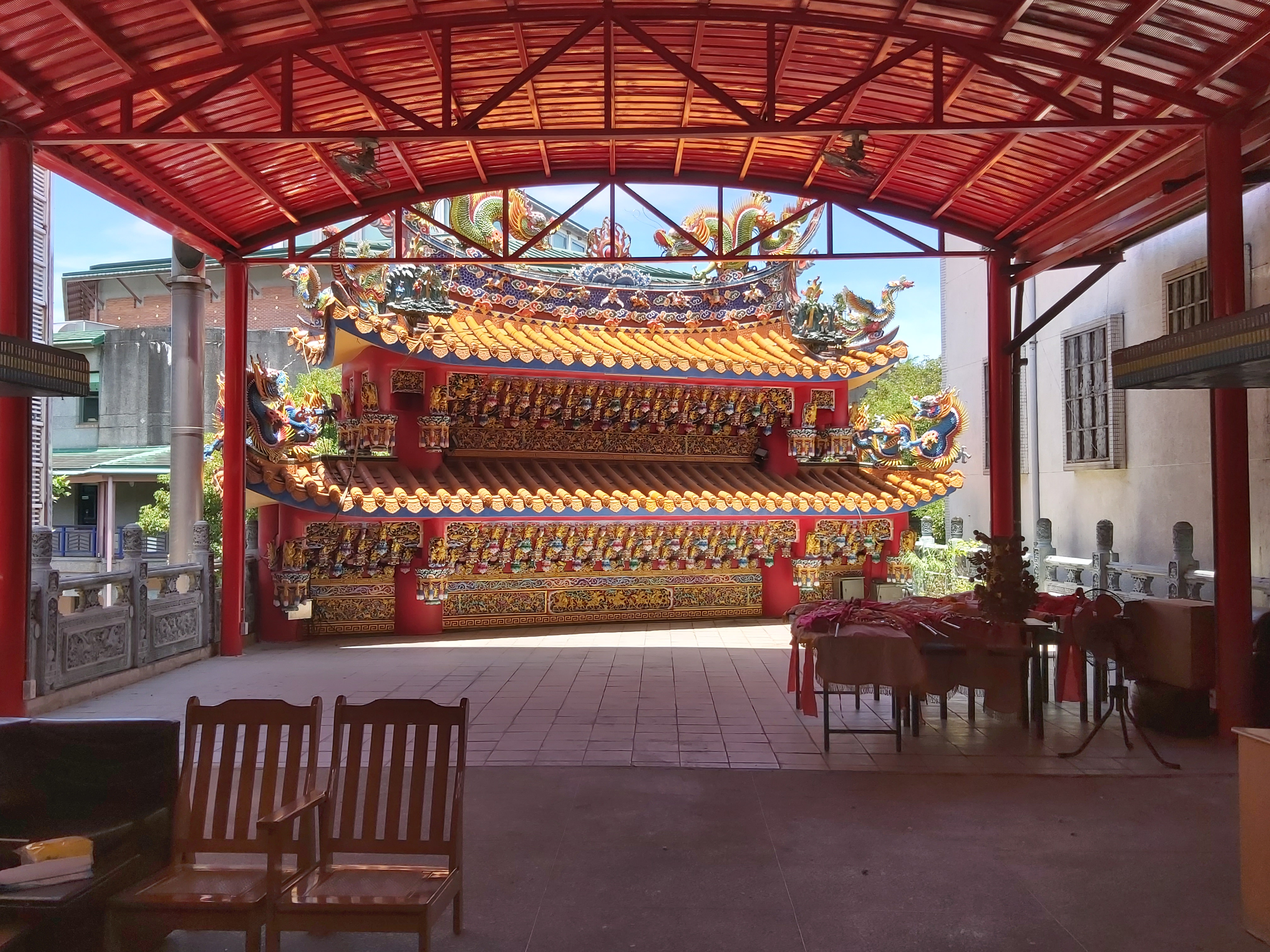
門樓屋簷
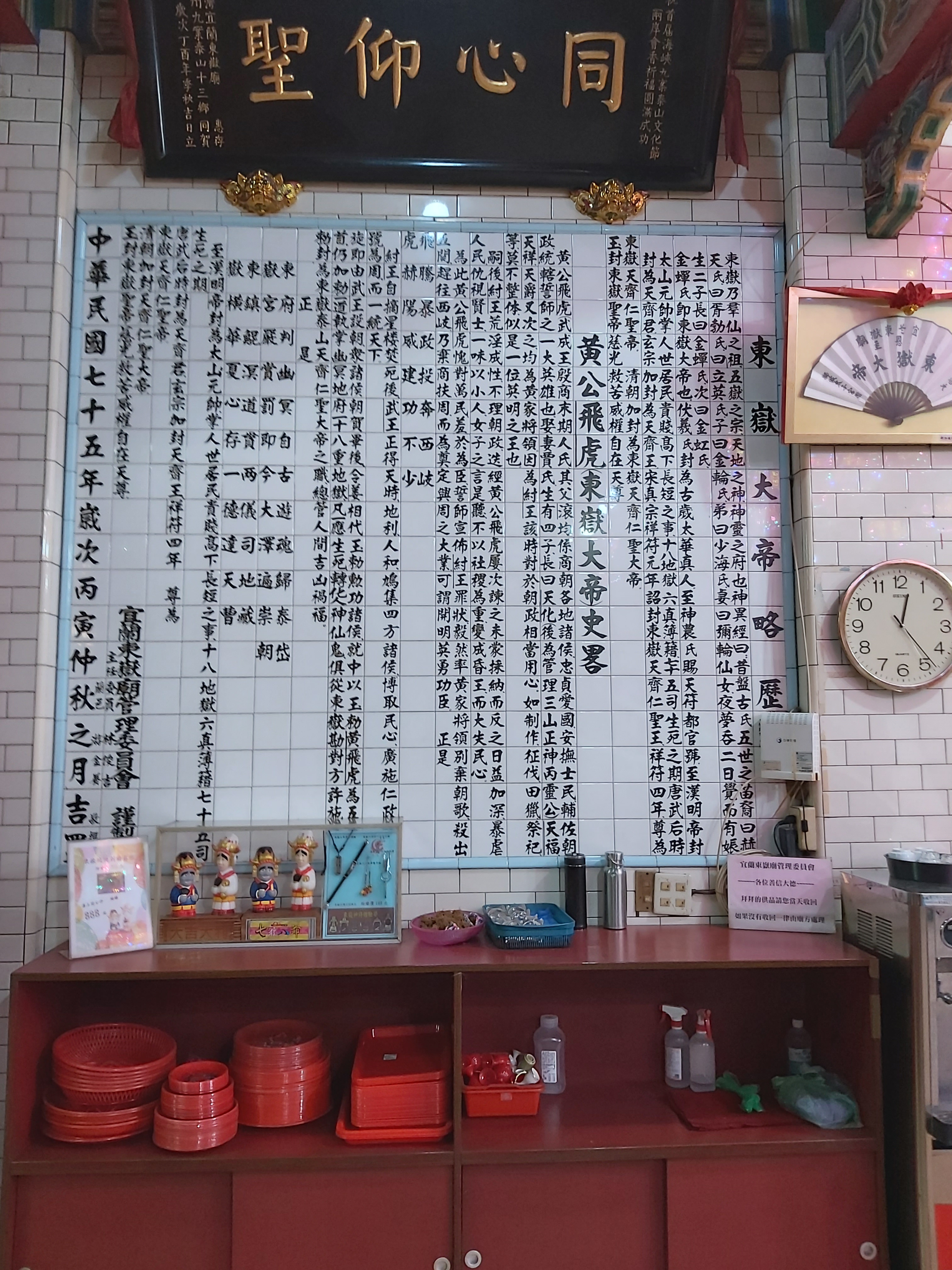
東嶽大帝略歷
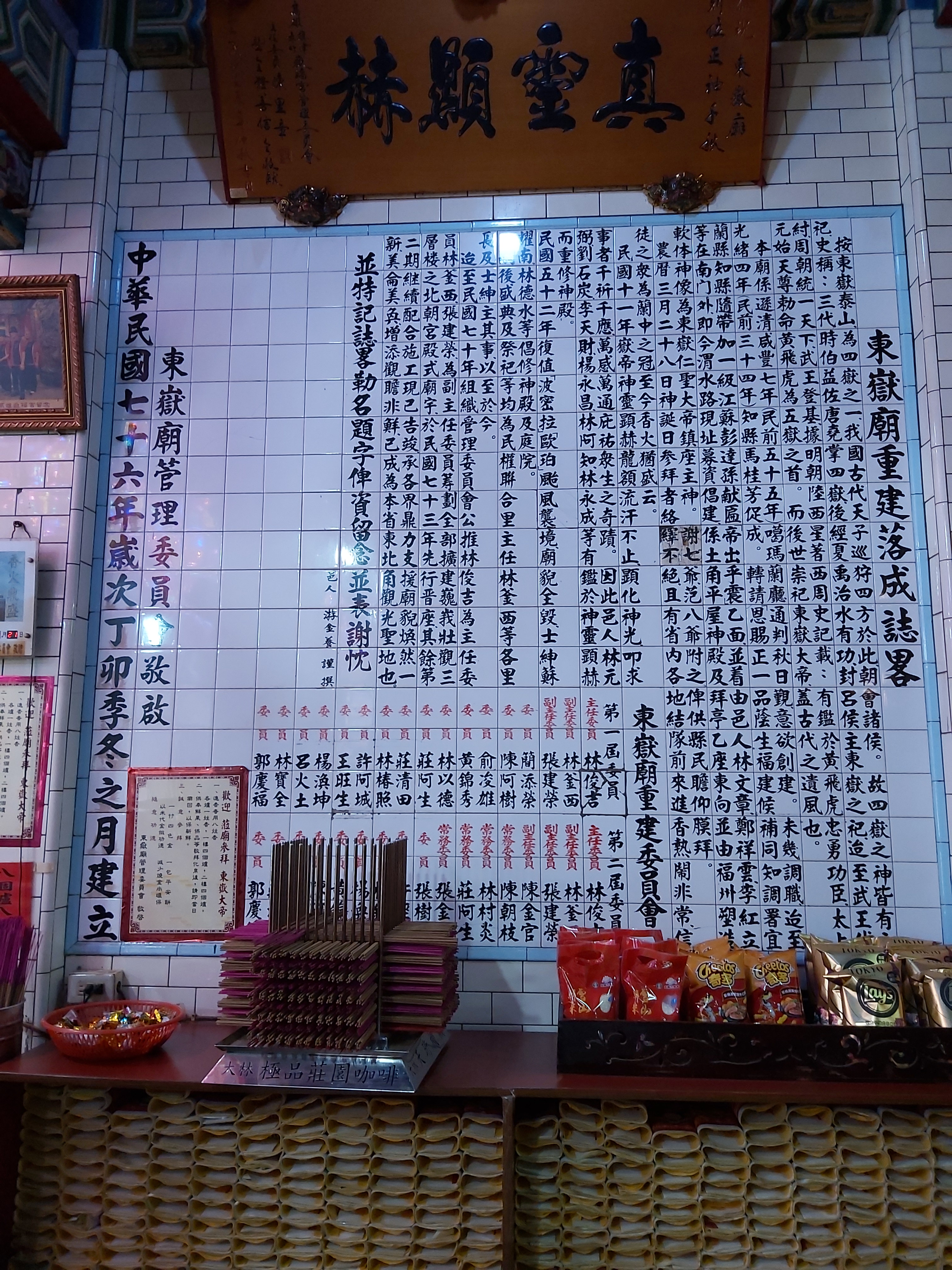
重建落成誌略
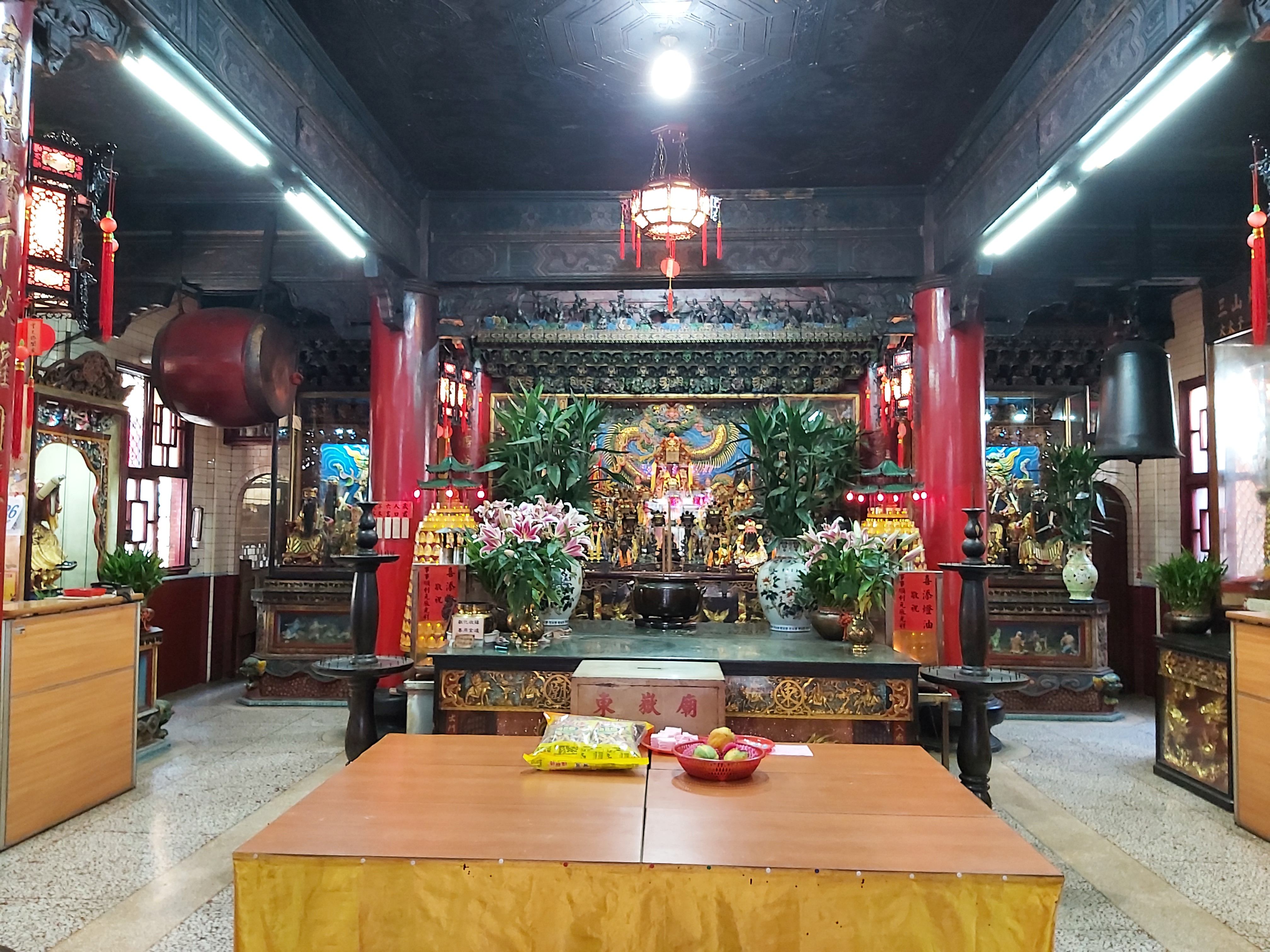
一樓正殿
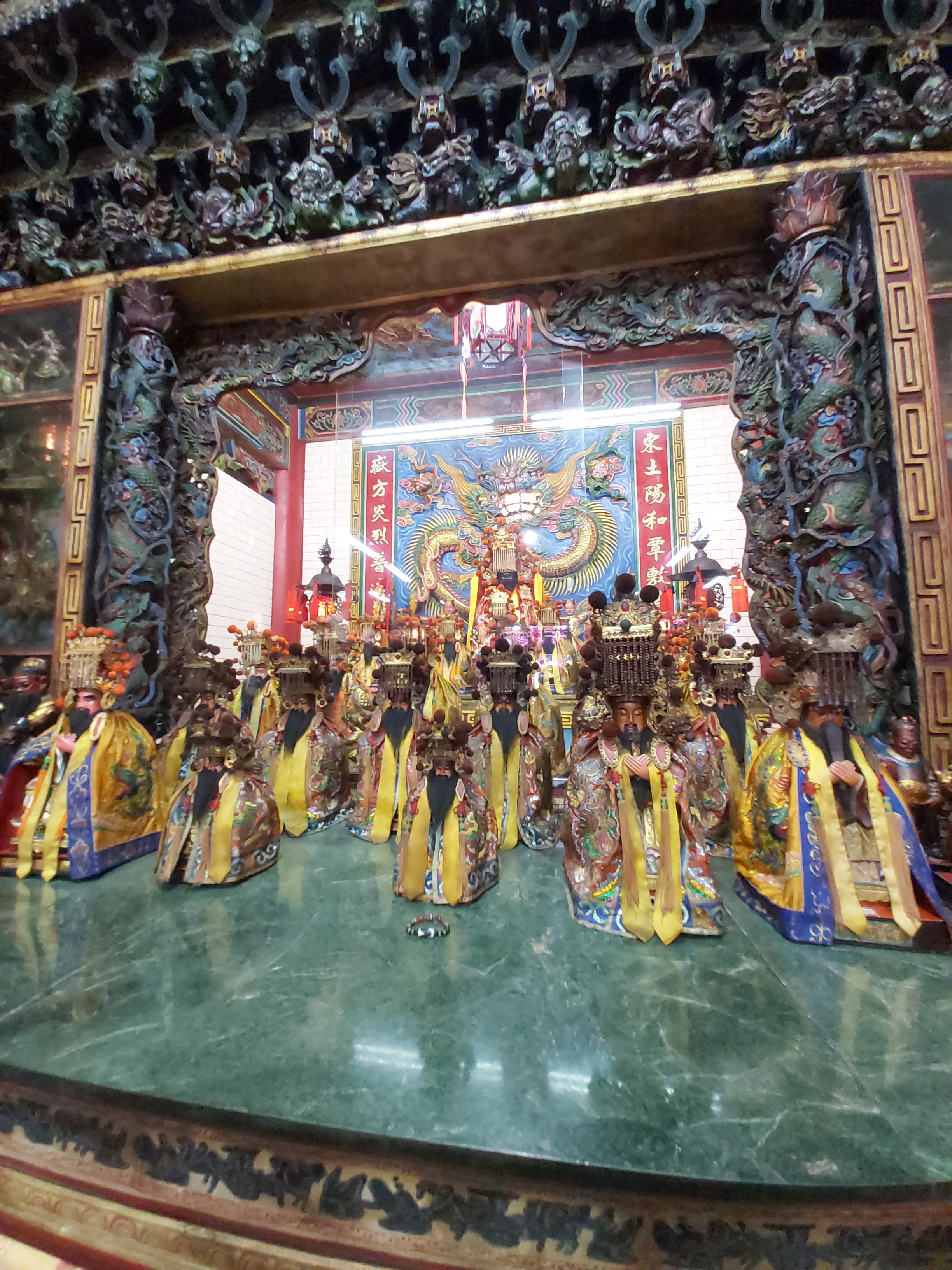
一樓神龕
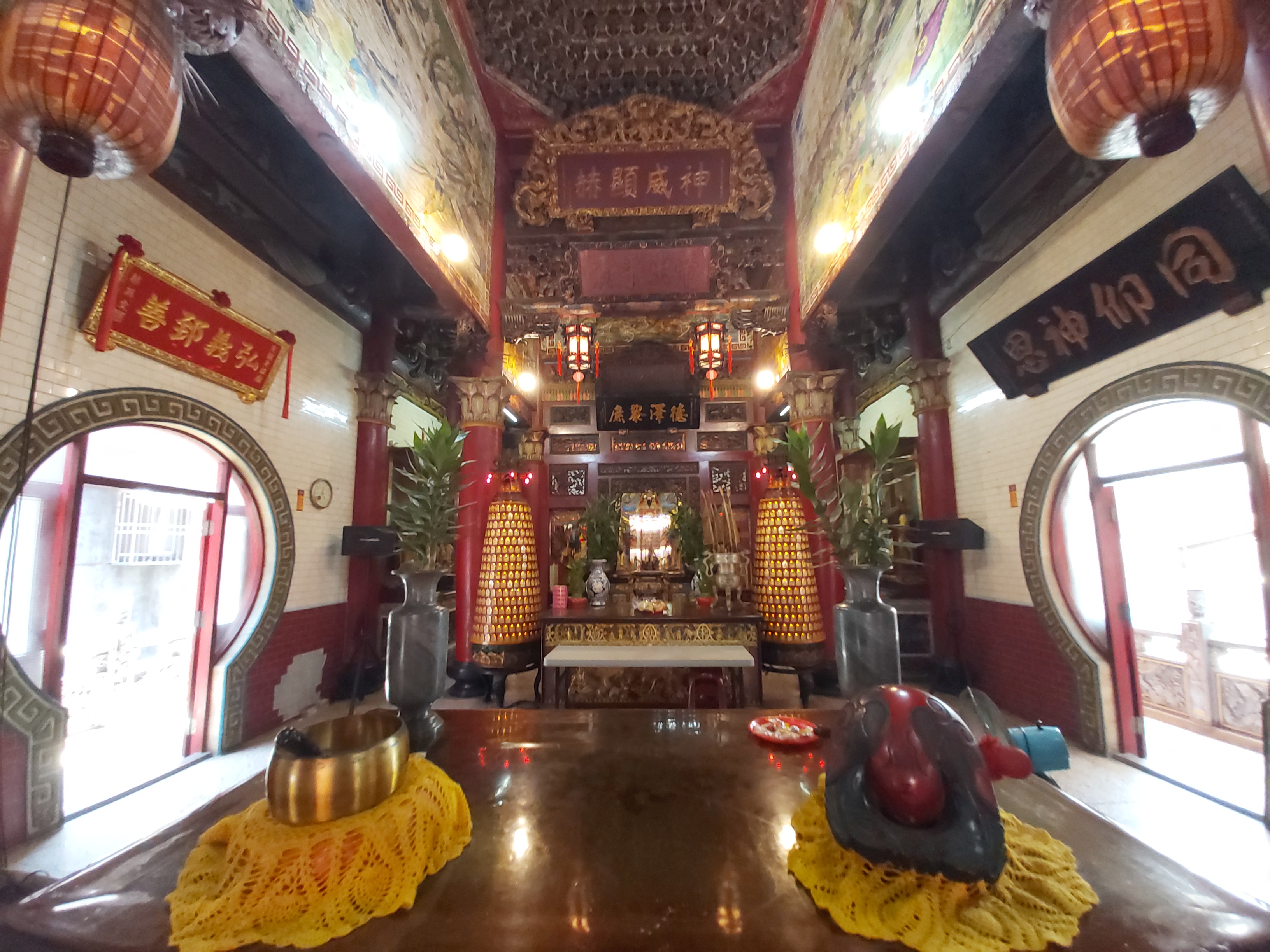
二樓神殿
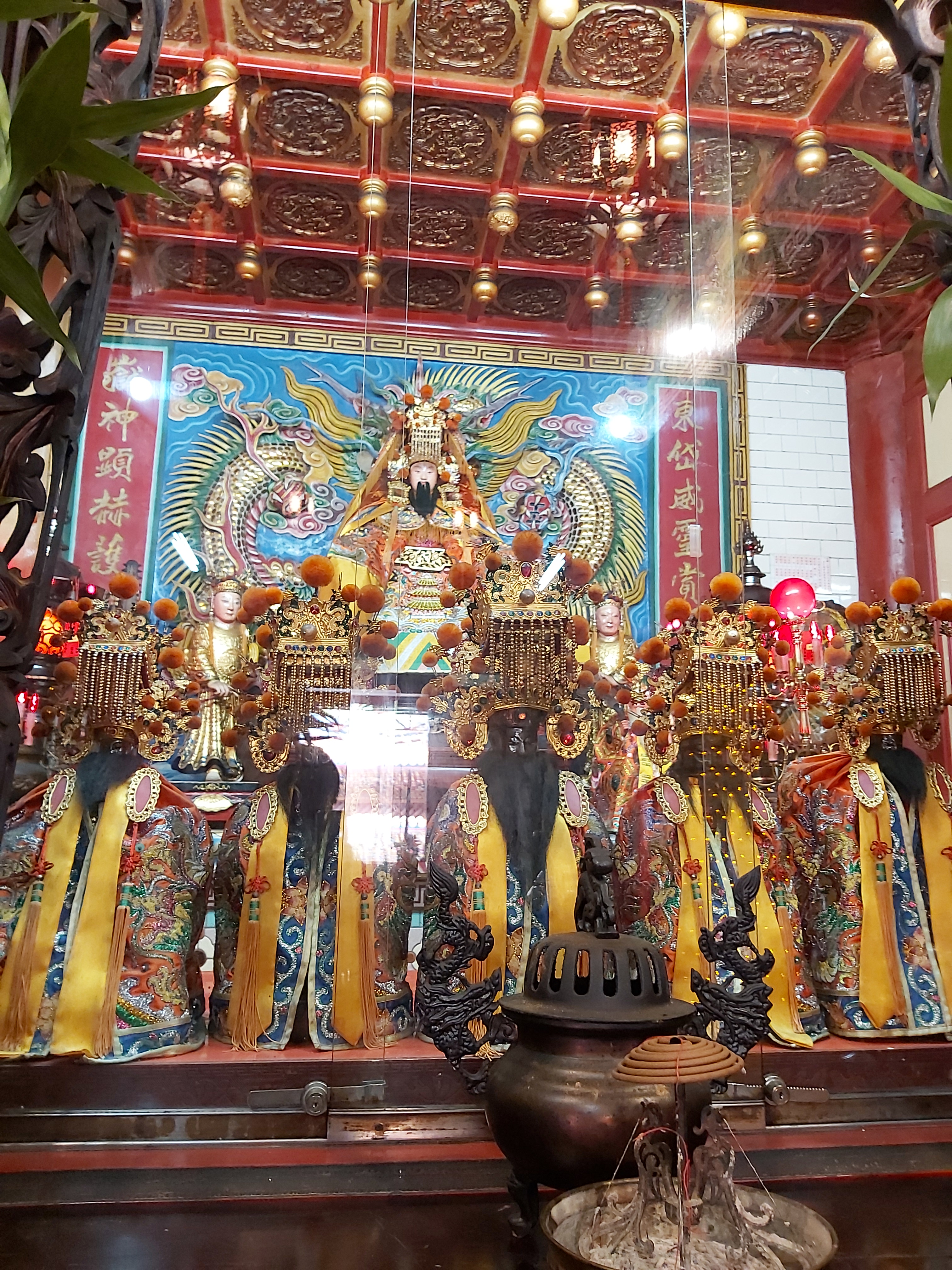
二樓神龕
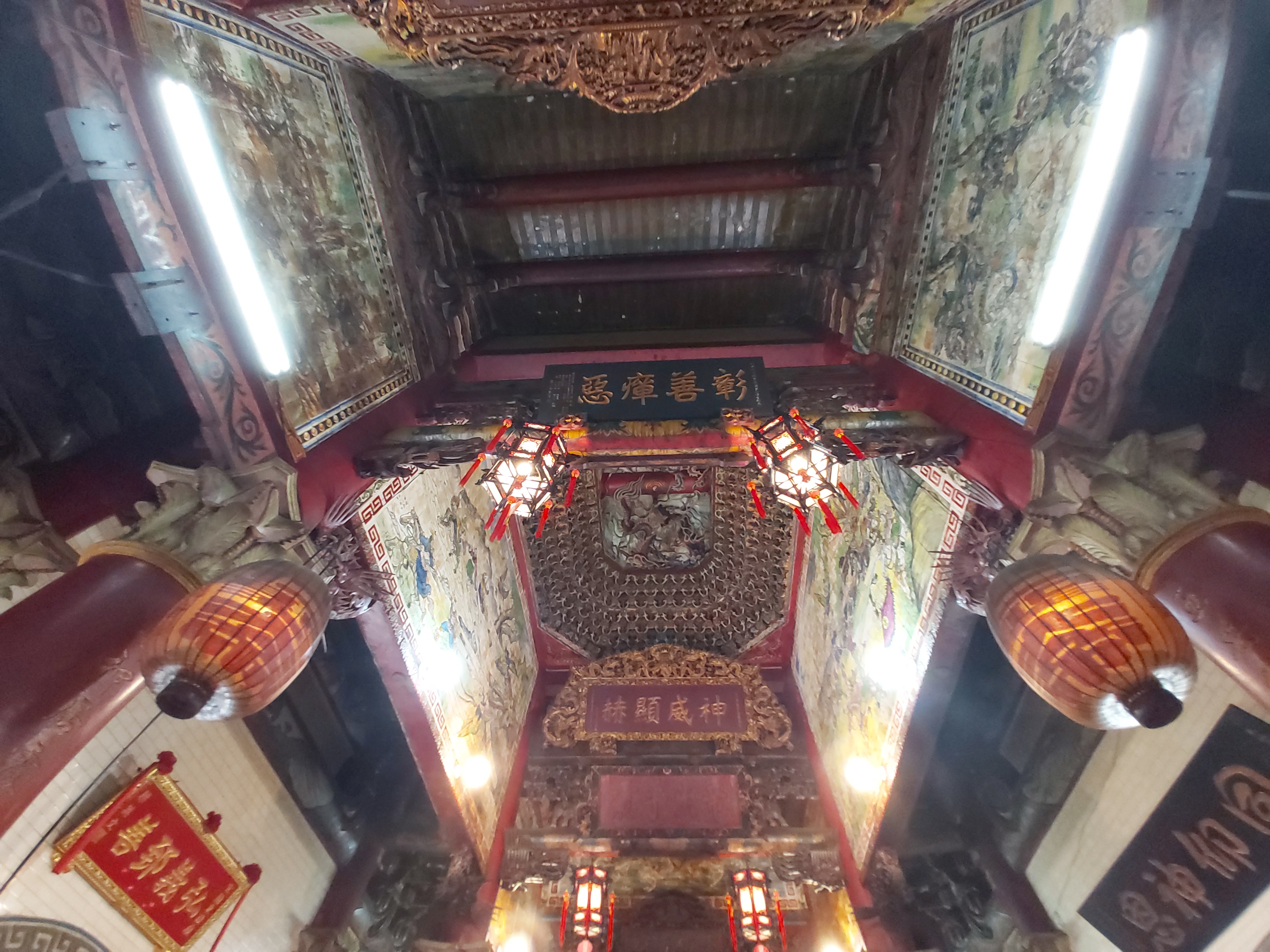
二樓天花板
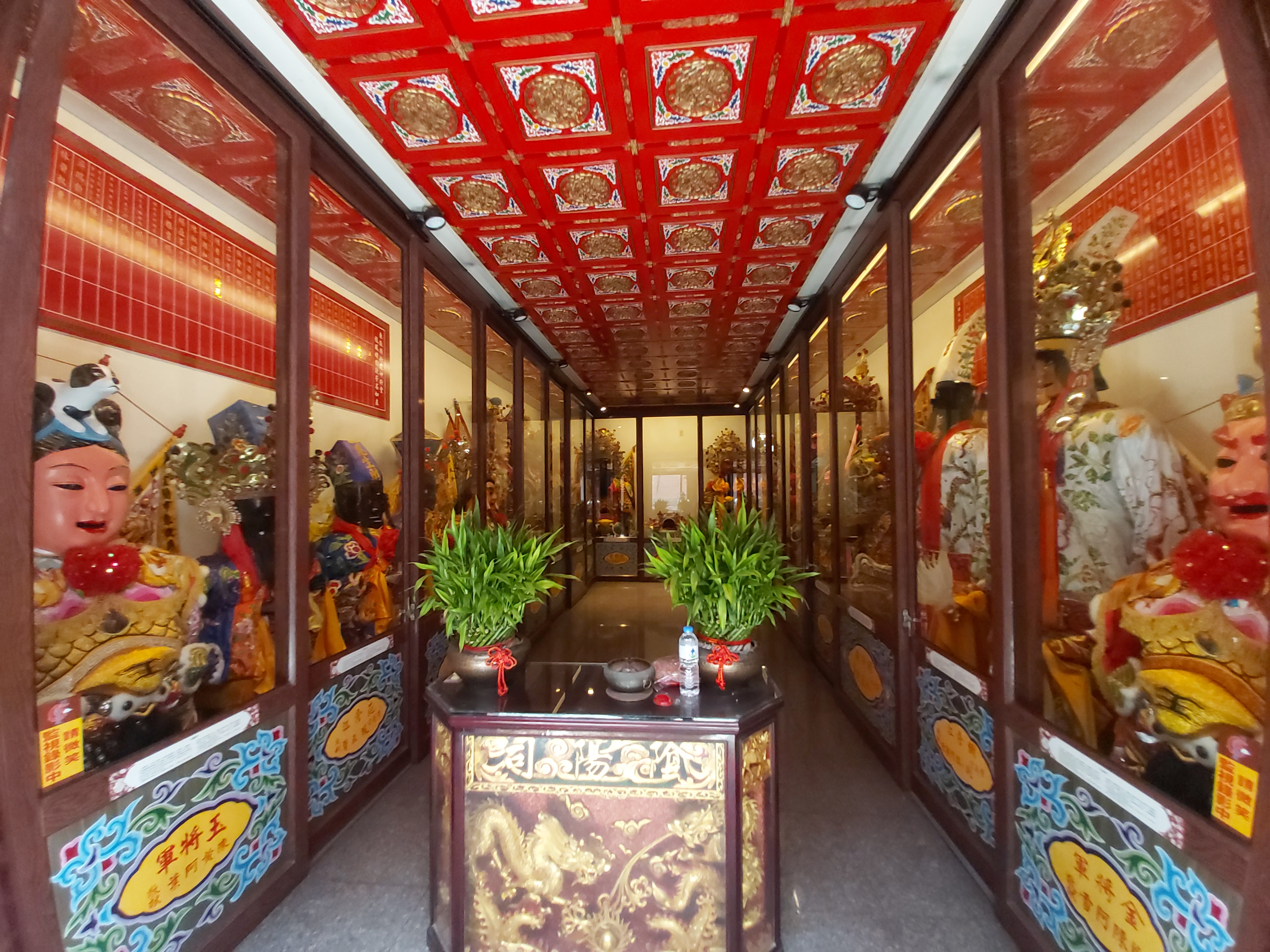
神將堂
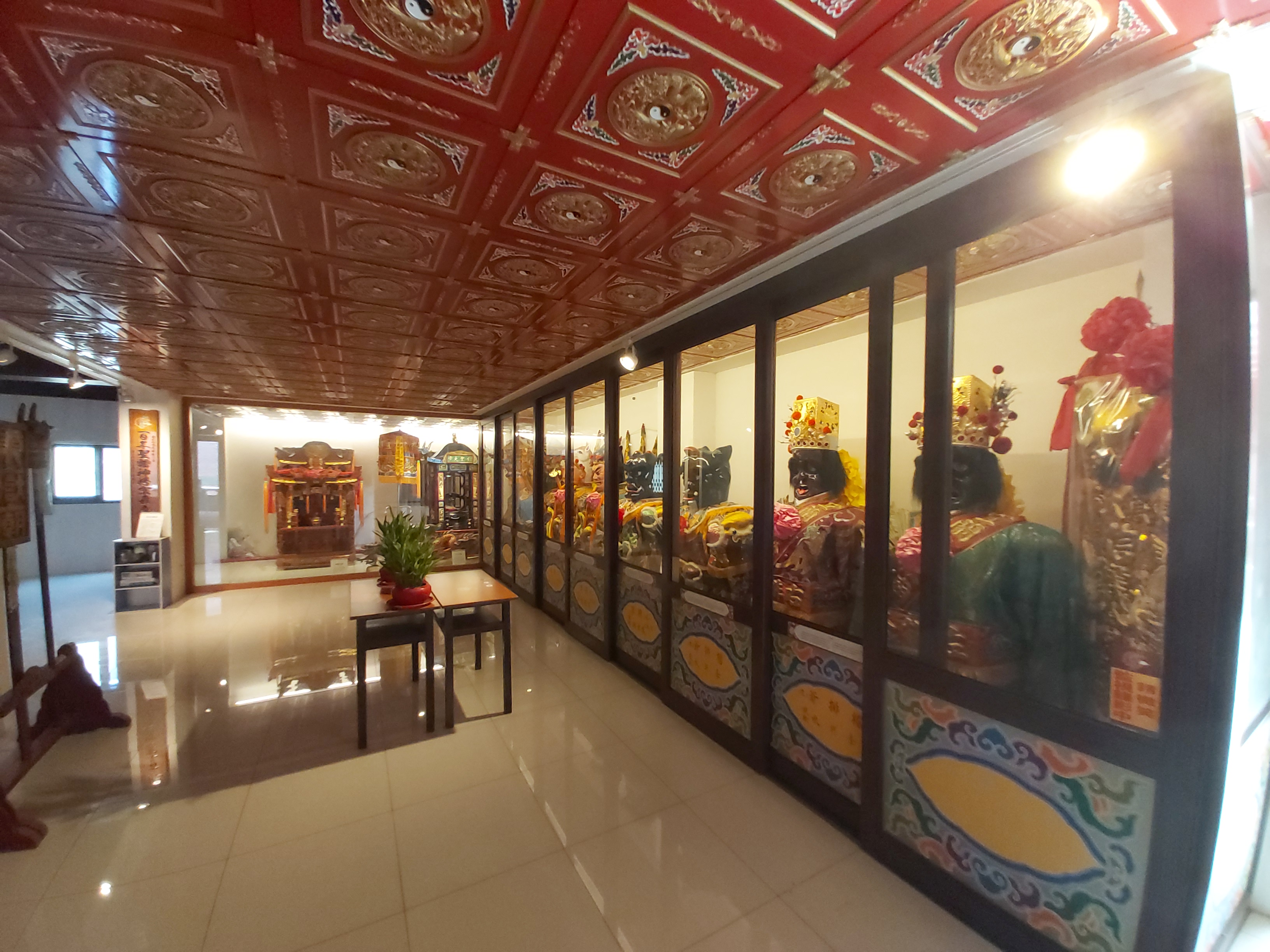
百年神轎神將宗教文化館

## 祭典
每年農曆三月廿八日為東嶽大帝聖誕祭典，祭典前夕會在三結街地方舉辦「暗訪」繞境，當日舉辦「日巡」繞境，為宜蘭縣一大宗教盛事。於頭城鎮的頭城東嶽廟則會比宜蘭市提前兩日舉辦暗訪與日巡遶境，目的是為了避免雙方延攬的陣頭檔期衝突。
自台灣日治時期以來，宜蘭每年舉辦農曆二月初八的「迓城隍爺」及農曆三月廿八日「迓東嶽大帝」兩大祭典，是謂「宜蘭大拜拜」。至民國73年（1984年）政府提出改善民俗方案，將兩場廟會合併舉行。依民國紀年（西元為雙數年），每逢雙數年在宜蘭城隍廟舉行遶境祈福活動，單數年於宜蘭東嶽廟舉行。而單數年的東嶽大帝聖誕繞境迄今仍為宜蘭縣蘭陽溪北側地區規模最大的遶境活動，隊伍通常綿延數公里遠。宜蘭市公所會在祭典當日按例舉辦500桌「呷辦桌」活動，是宜蘭在地具代表性的民俗文化傳統。

## 外部連結
- 宜蘭東嶽廟網站 （页面存档备份，存于）
- 宜蘭東嶽廟的Facebook專頁